# 京溪园镇
京溪园镇，是中华人民共和国广东省揭阳市揭西县下辖的一个乡镇级行政单位。

## 行政区划
京溪园镇下辖以下地区：
京溪园社区、粗坑村、九磜村、甲溪村、新洪村、长滩村、大岭下村、岭溪村、员墩村、上陇村、新联村、美德村、大鹿村和曾大寮村。